# Доктор Ху (23. сезона)
Двадесет трећа сезона британске научнофантастичне телевизијске серије Доктор Ху, познате под заједничким именом Суђење господару времена, емитована је у недељним епизодама од 6. септембра до 6. децембра 1986. Садржала је четири пустоловине: Тајанствена планета, Умни след, Ужас Вервоида и Врхунски злотвор. Сезона је такође обележила последње редовно појављивање Колина Бејкера као Шестог Доктора.
Замисао за сезону је проистекла из неколико продукцијских промена у серији, као што је скраћено време пред екраном за сезону и упутство контролора ББЦ1 Мајкла Грејда да серија треба да садржи мање насиља и више хумора. Неколико проблема се догодило током продукције, међу којима и смрт сценаристе Роберта Холмса и оставка уредника сценарија Ерика Соарда. Када се све завршило, Бејкер је отпуштен из улоге по наређењу Грејда. Џон Нејтан-Тарнер је продуцирао серију.

## Синопсис
У овој сезони, Шестом Доктору суди Високи савет господара времена због кршења неколико закона Галлифреја, родног света Господара времена, међу којима и мешање у спољне светове и геноцид. Тајанствени лик по имену Долин делује као тужилац. У прва два поглавља (Тајанствена планета и Умни след) догађаји из Докторове прошлости и садашњости се наводе као доказ његове кривице. Треће поглавље (Терор Вервоида) представља будуће догађаје у Докторовој одбрани. У завршном поглављу (Врхунски злотвор) Докторово суђење је заустављено, а Доктор се суочава са Долином и својим старим непријатељем Господаром како би скинуо љагу са свог имена и спасио Високи савет.

## Улоге

### Главне
- Колин Бејкер као Шести Доктор
- Никола Брајант као Пери Браун (епизоде 1−8)
- Бони Ленгфорд као Мел Буш (епизоде 9−14)

Колин Бејкер се последњи пут појављује као Доктор у овом најдужем серијалу пре него што му је ББЦ дао отказ. Никола Брајант напушта улогу Пери Браун након епизоде Умни след (4. део). Бони Ленгфорд дебитовала је као Докторова будућа сапутница Мел Буш у епизоди Терор Вервоида (1. део).

### Епизодне
- Ентони Ејнли као Господар (епизоде 13−14)

Ентони Ејнли се вратио као Господар у Врхунском злотвору.

## Епизоде
Серија је остала на једном недељном емитовању суботом. Све епизоде су трајале 25 минута, са изузетком 14. дела који је трајао нешто мање од 30 минута. Ово време трајања је исход молбе Џона Нејтан-Тарнера својим надређенима на ББЦ-у да су у последњој епизоди сезоне потребна додатна три минута да би се прича правилно закључила. Иако је сада било 14 епизода у сезони, укупно време трајања је смањено пошто су епизоде биле нешто више од упола краће.
| Бр. еп. (укупно) | Бр. еп. (у сезони) | Наслов                         | Редитељ       | Сценариста               | Премијера           | Гледаност у Британији (милиони) |
| --- | ------------------ | ------------------------------ | ------------- | ------------------------ | ------------------- | ------------------------------- |
| 640 | 1                  | "Тајанствена планета (1. део)" | Николас Малет | Роберт Холмс             | 6. септембар 1986.  | 4.90                            |
| Доктору поново суде Господари времена. Први од два догађаја из његове огорчене прошлости представља се као доказ његовог мешања у ствари других светова. Конкретно, његови поступци на планети Равалокс. |                    |                                |               |                          |                     |                                 |
| 641 | 2                  | "Тајанствена планета (2. део)" | Николас Малет | Роберт Холмс             | 13. септембар 1986. | 4.90                            |
| Доктор открива да подземним стаништем Велике Британије управља робот који се зове Дратро кога становници зову "Бесмртни". Њихови претварачи енергије црне светлости се дестабилизују, несвесни да је то исход два свемирска пирата који се мувају по површини са плановима да пљачкају њихов стан.                    |                    |                                |               |                          |                     |                                 |
| 642 | 3                  | "Тајанствена планета (3. део)" | Николас Малет | Роберт Холмс             | 20. септембар 1986. | 3.90                            |
| Доктор бежи да би се придружио Пери на површини, али убрзо постаје заробљеник племена који живи на површини под називом Слободни. Равалокс ипак није Равалокс, али пре него што је Доктор сазнао много више неодољиви агент из УК Хабитата долази да га врати.                                                        |                    |                                |               |                          |                     |                                 |
| 643 | 4                  | "Тајанствена планета (4. део)" | Николас Малет | Роберт Холмс             | 27. септембар 1986. | 3.70                            |
| Сви они који користе Раволок су у експоненцијално већој опасности него што ико може да схвати. Ако ишта у целом универзуму треба да преживи, може се свести на то да се Доктор расправља против машинске логике око вредности живота.                                                                                 |                    |                                |               |                          |                     |                                 |
| 644 | 5                  | "Умни след (1. део)"           | Рон Џоунс     | Филип Мартин             | 4. октобар 1986.    | 4.80                            |
| Суд испитује Докторову истрагу Торос Бета, матичне планете Ментора за које Доктор сумња да продају напредно оружје примитивним културама. |                    |                                |               |                          |                     |                                 |
| 645 | 6                  | "Умни след (2. део)"           | Рон Џоунс     | Филип Мартин             | 11. октобар 1986.   | 4.60                            |
| Пошто је прошао кроз импровизовани алат за извлачење истине, Доктор изгледа оштећен, склон да опонаша личности оних са којима има спој очима. Он на крају напушта Пери и краља ратника у корист да се придружи Силу и др. Крозијеу у последњем од њихових настраних пројеката.                                        |                    |                                |               |                          |                     |                                 |
| 646 | 7                  | "Умни след (3. део)"           | Рон Џоунс     | Филип Мартин             | 18. октобар 1986.   | 5.10                            |
| Док Доктор помаже др. Крозијеу да пренесе мозак лорда Кива у нову лобању домаћина, Пери прати краља Ирканоса док тражи борце Алфа отпора за које сматра да ће га пратити у славној борби против Ментора и Доктора. |                    |                                |               |                          |                     |                                 |
| 647 | 8                  | "Умни след (4. део)"           | Рон Џоунс     | Филип Мартин             | 25. октобар 1986.   | 5.00                            |
| Први пренос је погрешан, тако да др. Крозије треба да пренесе лорда Кива у друго тело домаћина. Нажалост, Пери испуњава све услове за следећег кандидата. Пошто је Доктор био од помоћи и донекле га лично занима Пери, дозвољено му је да пронађе једнако погодног кандидата за замену, ако може. Тужилаштво мирује. |                    |                                |               |                          |                     |                                 |
| 648 | 9                  | "Ужас Вервоида (1. део)"       | Крис Кло      | Пип Бејкер и Џејн Бејкер | 1. новембар 1986.   | 5.20                            |
| Док се суђење наставља, Доктор представља догађај из своје будућности као доказ своје промене. |                    |                                |               |                          |                     |                                 |
| 649 | 10                 | "Ужас Вервоида (2. део)"       | Крис Кло      | Пип Бејкер и Џејн Бејкер | 8. новембар 1986.   | 4.60                            |
| Смртоносна замка у Хидропонском центру буди генетски модификоване махуне воћа у складишту, а путници и чланови посаде почињу да нестају без трага. На броду је убица и Доктор жели да открије ко је он или она. |                    |                                |               |                          |                     |                                 |
| 650 | 11                 | "Ужас Вервоида (3. део)"       | Крис Кло      | Пип Бејкер и Џејн Бејкер | 15. новембар 1986.  | 5.30                            |
| Промена течаја која води Хиперион III ближе црној рупи могла би се показати неразумном када има толико много на броду са скривеним плановима. Нестанци се настављају, убица остаје на слободи, а једна особа се коначно распада под притиском скривања криве тајне.                                                   |                    |                                |               |                          |                     |                                 |
| 651 | 12                 | "Ужас Вервоида (4. део)"       | Крис Кло      | Пип Бејкер и Џејн Бејкер | 22. новембар 1986.  | 5.30                            |
| Док се фракције боре за контролу над бродом, утврђено је да су Вервоиди одговорни за многе нестанке. Само Доктор види основну, али промашену тачку зашто се о њима не може образложити или зашто им се не може дозволити да стигну на Земљу.                                                                          |                    |                                |               |                          |                     |                                 |
| 652 | 13                 | "Врхунски злотвор (1. део)"    | Крис Кло      | Роберт Холмс             | 29. новембар 1986.  | 4.40                            |
| Оптужба против Доктора прелази из пуког мешања у неопростиви геноцид. Његова будућност изгледа и мрачна и веома кратка. |                    |                                |               |                          |                     |                                 |
| 653 | 14                 | "Врхунски злотвор (2. део)"    | Крис Кло      | Пип Бејкер и Џејн Бејкер | 6. децембар 1986.   | 5.60                            |
| Толико буђења Долина и Господара око Докторове смрти чини Доктора опрезним да не постане мамац за неку другу, истинитију мету. Настављајући у самом Матриксу, он може пронаћи и њих и одговоре које тражи. |                    |                                |               |                          |                     |                                 |

## Предпродукција

### Изворна 23. сезона
Промена формата коју је Доктор Ху прошао у 22. сезони (45-минутне епизоде, враћање на једну епизоду недељно суботом увече) била је прилично успешна, са гледаношћу око 6-8 милиона. Због тога је продукцијска екипа започела припреме за 23. сезону у истом формату са укупно 13 епизода распоређених у шест прича са пет серијала од 2 епизоде и једним од 3. Достављено је неколико прича, од којих је шест коначно наручено између септембра 1984. и фебруара 1985. Међутим, у последњем месецу, ББЦ је то објавио као меру за смањење трошкова због трошкова неколико великих пројеката (међутим било је покретање серије Источњаци), 23. сезона је враћена са планираног емитовања у јануару 1986. на следећи септембар, што би била друга финансијска година.

### Планирани серијали
| Број приче | Број епизода | Наслов                           | Писац               |
| --- | ------------ | -------------------------------- | ------------------- |
| 1 | 2            | Вашар кошмара                    | Грејем Вилијамс     |
| Написана од стране бившег продуцента Грејема Вилијамса, ова дводелна прича је наручена 25. септембра 1984. као Аркада да отвори изворну 23. сезону. Нејтан-Тарнер се надао да ће Метју Робинсон режирати пустоловину. Када је најављена пауза, Нејтан-Тарнер је замолио Вилијамса да настави са причом, али у четири епизоде од 25 минута. Након потпуног отказивања изворне сезоне, Вилијамс је написао новелизацију сценарија коју је објавило издавшатво "МЕта" у мају 1989. Касније ју је прилагодио Џон Ејнсворт за продукцију "Big Finish" као део њихове серије Изгубљене приче у новембру 2009. |              |                                  |                     |
| 2 | 2            | Врхунско зло                     | Воли К. Дејли       |
| Написана од стране Волија К. Дејлија, ова дводелна прича је била планирана да буде друга прича у изворној 23. серији. Нејтан-Тарнер се надао да ће Фиона Каминг режирати пустоловину. Дејли је написао роман о сценарију који је објавило издаваштво "Мета" у августу 1989. Аудио књигу ове романсе коју је прочитао лично Дејли објавио је РНИБ у марту 2010. Касније ју је Дејли прилагодио за "Big Finish" као део њихове серије Изгубљене приче која ће бити објављена у новембру 2019. |              |                                  |                     |
| 3 | 2            | Задатак на Магнусу               | Филип Мартин        |
| Написана од стране Филипа Мартина, ова дводелна прича је била планирана да буде трећа прича у изворној 23. сезони. Нејтан-Тарнер се надао да ће Рон Џоунс режирати пустоловину. Мартин је написао новелизацију сценарија коју је објавило издаваштво "Мета" у јулу 1990. Мартин је касније прилагодио за "Big Finish" као део њихове серије Изгубљене приче у децембру 2009. |              |                                  |                     |
| 4 | 3            | Жута грозница и како је излечити | Роберт Холмс        |
| Жута грозница и како је излечити била је то прича Роберта Холмса у три дела која би се одиграла у Сингапуру и у којој су Отонци били чудовишта, при чему би се појавила или Рани или Господар Прва епизода је наручена 26. октобра 1984 пре него што је стављена на чекање. Читава прича је накнадно наручена 6. фебруара 1985, само неколико недеља пре него што су се појавиле вести о планираној паузи. Нејтан-Тарнер се надао да ће Грејеме Харпер режирати пустоловину. Након вести о паузи, продукцијска екипа је замолила Холмса да настави са причом, али у шест 25-минутних епизодаиз чије варијанте је уклоњен Господар из радње. Холмс је наводно завршио само нацрт приче пре него што је планирана 23. сезона потпуно отказана. |              |                                  |                     |
| 5 | 2            | У шупљинама времена              | Кристифер Х. Бидмид |
| Наручена као прича из два дела од бившег уредника сценарија Кристофера Х. Бидмида 21. новембра 1984. Након вести о паузи, продукцијска екипа је замолила Бидмида да настави са причом, али у четири 25-минутне епизоде. Касније је Бидмид прилагодио као Шупљине времена за "Big Finish" као део серије Изгубљене приче у јуну 2010. |              |                                  |                     |
| 6 | 2            | Деца јануара                     | Мајкл Фини Калан    |
| Написао Мајкл Фини Калан, а прича је наручена 5. фебруара 1985. Након вести о паузи, продукцијска екипа је замолила Калана да настави са причом, али у четири епизоде од по 25 минута. Било је планирано да се прилагођавање ове приче појави као део серије Изгубљене приче "Big Finish"-а, али је пропала због ауторових обавеза и замењена је причом Макрос. |              |                                  |                     |

### Ревидирана 23. сезона
Иако је серија поново пуштена у рад, поново је доживела промену формата, а епизоде су биле смањене на 25 минута, а цела сезона је трајала само 14 епизода (укупно 350 минута трајања), што је било скоро упола мање од 22. сезоне. Као последица тога, продукцијска екипа је била приморан да напусти различите серијале који су били наручени за изворну 23. сезону и уместо тога смисли нешто ново. Џон Нејтан-Тернер и Ерик Соард су на крају дошли на замисао да различити серијали буду повезани свеобухватном причом — то је довело до концепције пробне приче са причом о „прошлости, садашњости и будућности“ подстрекнутом Божићном песмом чиме се продужава дужина сезоне. Планирана сезона од 14 делова требало је да буде подељена на пар прича од 4 дела, након чега следи прича од 6 делова. До јула 1985. зачети су ликови Долина, Инквизиторке и Мел.

## Производња
Роберт Холмс је добио задатак да напише прво и последње поглавље сезоне. Његов нацрт првог поглавља, Тајанствена планета, критиковао је ББЦ-ов шеф сезоне и серијала Џонатан Пауел због свог комичног садржаја што је у супротности са захтевом контролора ББЦ-а за хумористичнијом серијом – што је Холмсу одузело самопоуздање.
Друго поглавље Умни след написао је Филип Мартин чији је лик Сил представљен у Освети Вароса из претходне сезоне био популаран међу продукцијском екипом која је замолила Мартина да представи лик у коначно отказаној причи Задатак на Магнусу. Нејтан-Тарнер је замолио Мартина да укључи Сил у своје поглавље и поверљиво затражио да Пери буде убијена у складу са Брајантином жељом да напусти серију са праском.
Треће поглавље је првобитно требало да буде повезано са четвртим. Холмс је првобитно замољен да то напише, али је одбио, наводећи да не воли серије од шест делова. Након што је одбио поднеске Кристифера Х. Бидмида и П. Џ. Хамонда. Нејтан-Тарнер се обратио екипи за писање мужа и жене Пип и Џејн Бејкер да напишу студијски серијал Терор Вервоида.
Холмс није могао да заврши писање четвртог поглавља, првобитно названог Време ДОО пре смрти од болести јетре и хепатитиса Б 24. маја 1986. године у доби од 59 година. Пекаре је поднео Нејтан-Тарнер у кратком року, да напише нову варијанту епизоде пошто је уредник сценарија Ерик Соард повукао своју дозволу да се користи његова изворна варијанта од 14. дела. Изворни крај би садржао борбу до смрти у временском вентилу између Доктор и Долина као део неизвесног завршетка сезоне што је ужаснуло Нејтана-Тарнера јер се плашио да би коришћење тако лошијег краја представљало изговор за управу ББЦ-а да у потпуности откаже серију. Након тога, наслов је касније промењен у Врхунски злотвор.
Снимање серије почело је 7. априла 1986. и завршено 14. августа те године. За уводну секвенцу, Нејтан-Тарнер је наручио 45-секундни снимак модела који је коштао преко 8.000 фунти што је у то време био највећи износ новца потрошен на једну секвенцу специјалних ефеката у историји серије. Секвенце на отвореном у Тајанственој планети снимљене су средином априла у Државном парку краљице Елизабете, а студијски рад је уследио 24. априла и 10. маја. Рад у студију за Умни след одвијао се од 27. до 29. маја и од 11. до 13. јуна, а снимци ван студија су снимани у Брајтону од 15. до 16. јуна. Терор Вервоида и Врхунски злотвор су произведени истовремено. Продукција је почела са снимањем ван студија за потоњи крајем јуна пре него што су се вратили у студио да снимају сцене за оба поглавља 16-17. јула. Терор Вервоида је последње поглавље које је завршено, а студијски рад се одвијао од 30. јула до 1. августа и од 12. до 14. августа.

## Пријем и анализа
Реакције јавности на Суђење господару времена биле су различите. Иако су се бројке о захвалности публике побољшале од претходне сезоне — најнижа цифра је била 66% за седми и девети део, а највиша 72% за први, четврти и осми део. — цифре гледаности су биле ниже.

### Рецензије
Суђење господару времена добило је различите критике критичара серије. Пол Корнел, Мартин Деј и Кит Топинг, коаутори Водича за дисконтинуитет, написали су да се у целини радња серије 'изузетно добро дружи'. Дејвид Џ. Хау и Стивен Џејмс Вокер, аутори дела Доктор Ху: Телевизијски сапутник, нису се сложили, тврдећи да је серијал била 'монументална пропуштена прилика'. Они нису одобравали причу о суђењу јер нису били убеђени да би тужиоцу „у било ком разумном правном систему“ било дозвољено да мења оптужбе и судске поступке усред суђења. Међутим, сматрали су да је метахумор „Доктора који ефективно седи да гледа серију четрнаест недеља“ забаван иако се понавља и похвалили су Бејкерову глуму. Обе рецензије су откриле да су сцене суђења умањиле лукове приче у поглављима.
Рецензије појединих поглавља такође су биле различите. Иако су ценили глуму Брајана Блессда у серијалу Умни след, Корнел, Деј и Топинг су тврдили да сценарију недостаје фокус, '[покушавајући] да буде комичан, гротескно, непосредно и лакрдично све у исто време'. Хау и Вокер су били наклоњенији сценарију, наводећи поновно појављивање Силе као позитивно и поздрављајући Перину смрт ван екрана као 'један од најдраматичнијих и најзадивљујућијих тренутака целе сезоне' и Брајантину најбољу сцену од серијала Пећине Андрозанија. Обе рецензије оцениле су да је Терор Вервоида добро написана прича, иако су Корнел, Деј и Топинг критиковали дијалог, а Хауа и Вокера није задивила Бони Ленгфорд у улози Мелани Буш.

## Емитовање
Цела 23. сезона емитована је од 6. септембра до 6. децембра 1986.